# CASA C-295

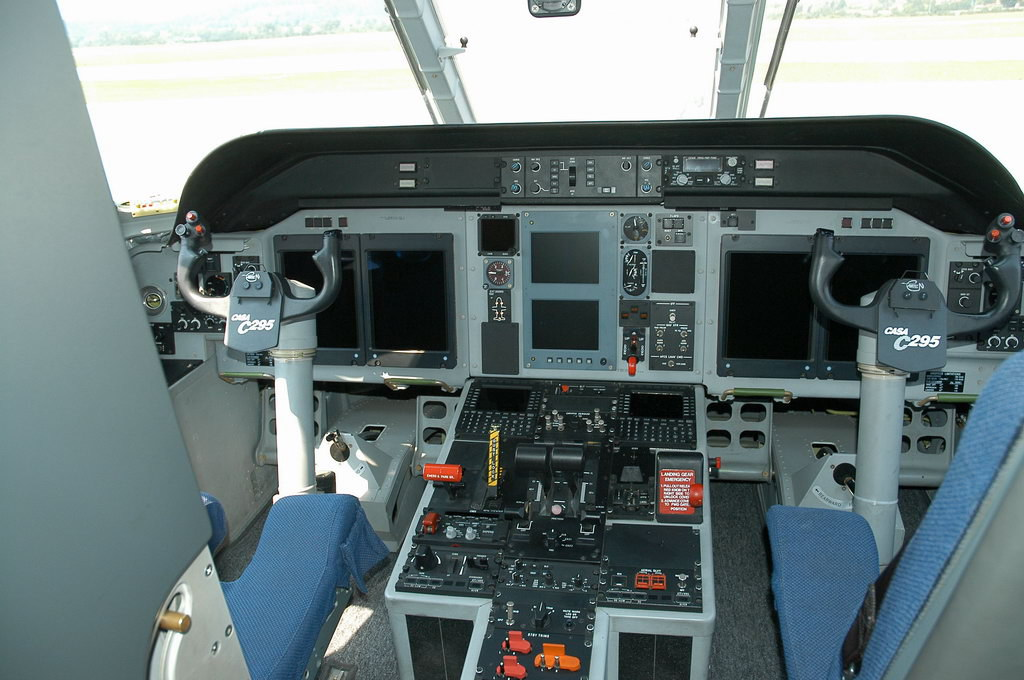
Kokpit samolotu w wersji C-295M

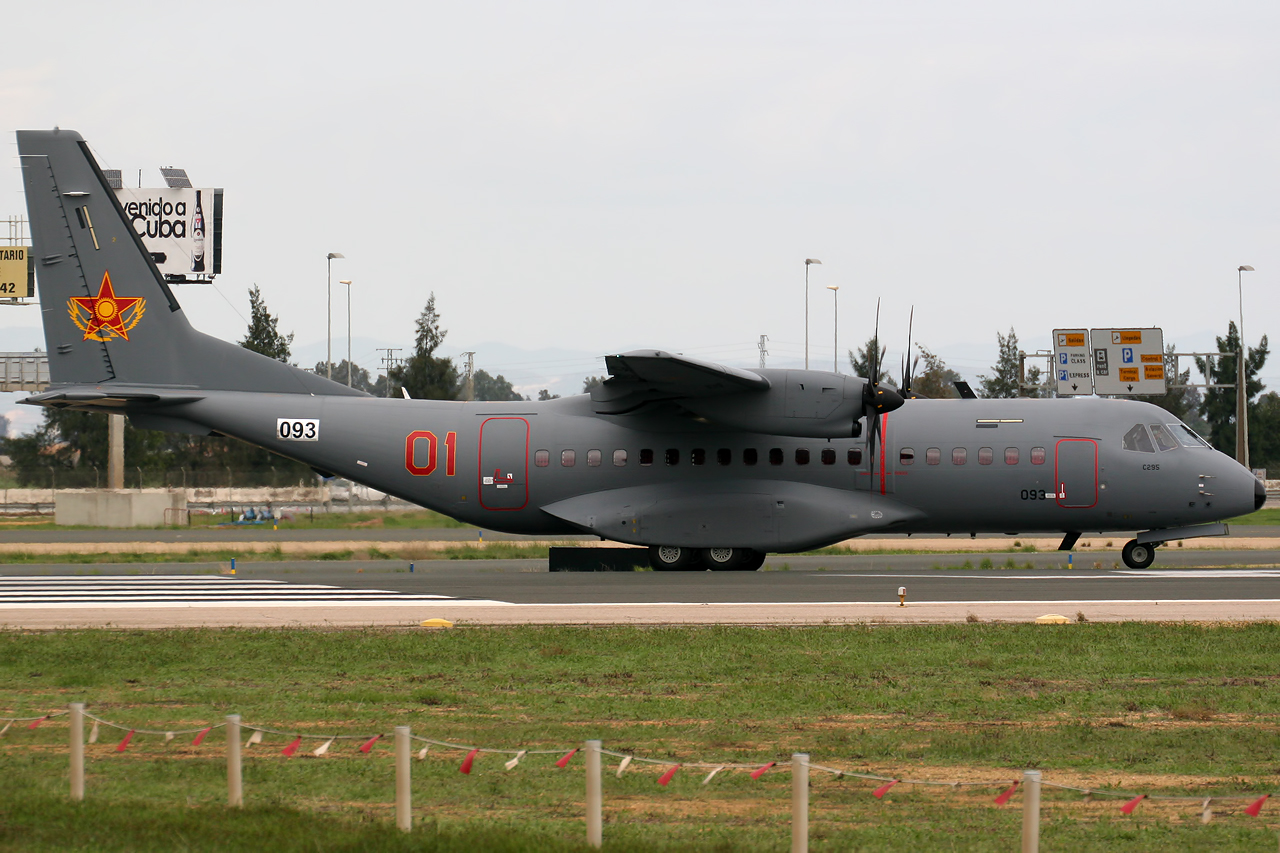
CASA C-295 należąca do Sił Powietrznych Kazachstanu

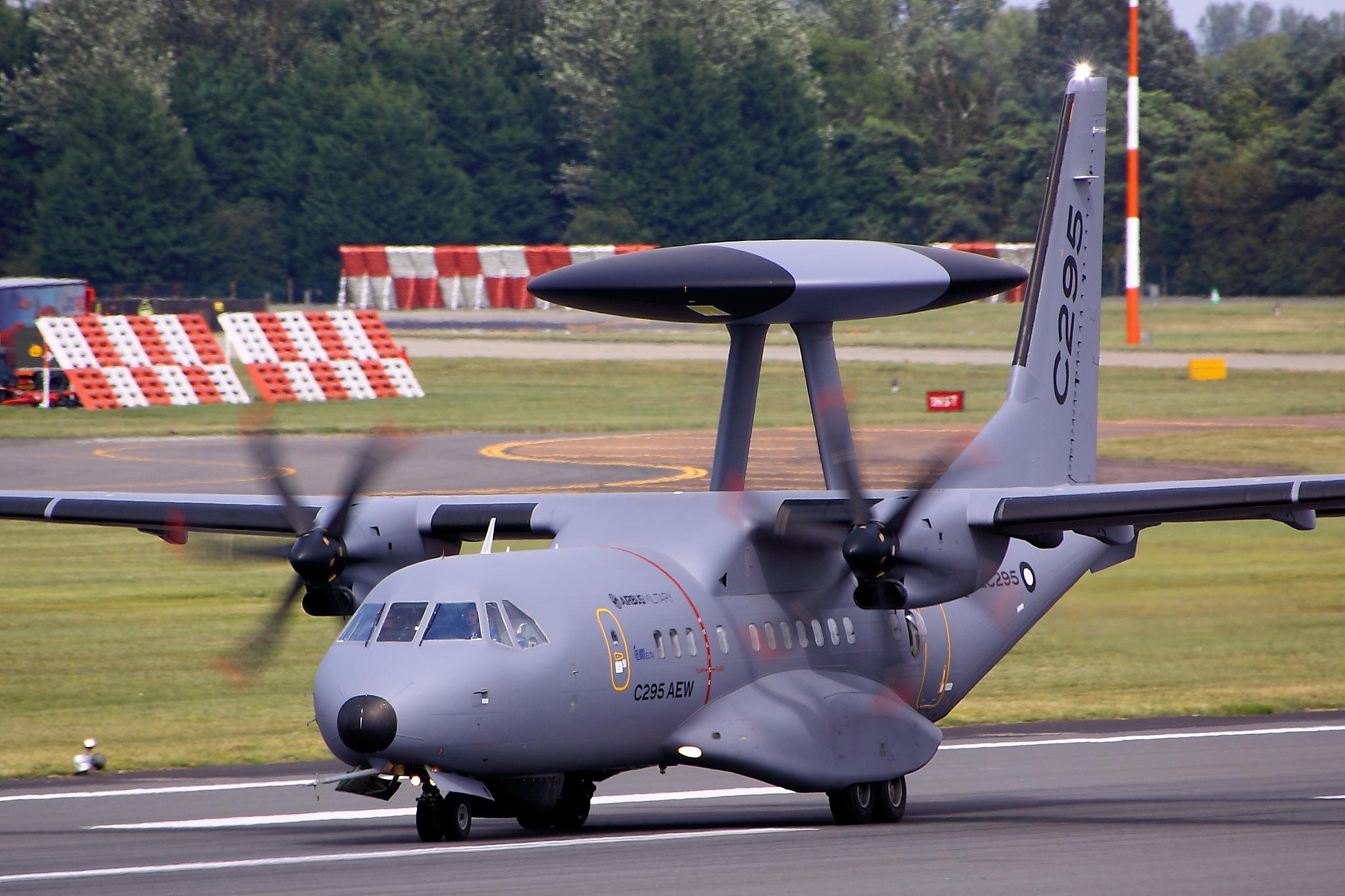
Wersja C-295 AEW, samolot wczesnego ostrzegania

CASA C-295 (EADS CASA C-295) – średniej wielkości samolot transportowy produkowany przez hiszpańskie zakłady lotnicze Construcciones Aeronáuticas SA (obecnie część holdingu Airbus).

## Historia
Jest zbudowany na podstawie wcześniejszej konstrukcji tej samej firmy, samolotu CASA CN-235, jednak ze zwiększonym zasięgiem i maksymalną masą przenoszonego ładunku.
| CASA CN-235                                                                                       | CASA C-295M                                                                                   |
| - długość: 21,40 m - ładunek: 5950 kg - zasięg: 4720 km - V max: 450 km/h - silnik: 2x GE CT7-9C3 | - długość: 24,50 m - ładunek: 9250 kg - zasięg: 5630 km - V max: 480 km/h - silnik: 2x PW127G |

Z maszyn tego typu korzystają m.in. Siły Powietrzne RP oraz Hiszpańskie Siły Powietrzne i Portugalskie Siły Powietrzne.
Pierwszy prototyp samolotu C-295M wystartował 28 listopada 1997 roku.
Polska była pierwszym klientem eksportowym na C-295M. W 2001 roku zamówiono osiem sztuk z opcją na cztery. Siły powietrzne aktualnie posiadają 16 samolotów CASA C-295M. Wyposażone są w najnowocześniejsze systemy nawigacji GPS, radiolokacyjne stacje ostrzegawcze oraz wyrzutnie flar i pasków folii odbijających fale radarowe do zmylania i zakłócania systemów naprowadzania rakiet przeciwlotniczych. Koszt eksploatacji na jedną godzinę lotu według informacji SPRP wynosi 3184 zł. Koszt zakupu takiej maszyny bez dodatkowego wyposażenia to wydatek około 25 milionów dolarów.
9 listopada 2012 roku w rejonie Lozère na południu Francji rozbił się algierski C-295M, transportujący sześć osób i ładunek papieru do produkcji banknotów, z Paryża do Al-Bulajda. Nikt nie przeżył.
Polskie CASA C-295 stacjonują w 8 Bazie Lotnictwa Transportowego w Krakowie.

## Katastrofa pod Mirosławcem
Jedna z maszyn (CASA C-295 M - zakupiona w roku 2007) o numerze bocznym 019 użytkowana przez Siły Powietrzne uległa katastrofie 23 stycznia 2008 o godzinie 19:07 niespełna kilometr od lotniska wojskowego 12. Bazy Lotniczej w Mirosławcu. Na pokładzie było 20 osób, w większości oficerowie wojsk lotniczych. Nikt nie przeżył katastrofy. Oficerowie wracali z Konferencji Bezpieczeństwa Lotów Lotnictwa Sił Zbrojnych RP, która odbywała się w Warszawie.
Komisja ustaliła, że na katastrofę wpływ miał m.in. niewłaściwy dobór załogi i jej niewłaściwa współpraca w kabinie, niekorzystne warunki atmosferyczne na lotnisku, brak obserwacji wskazań radiowysokościomierza podczas podejść do lądowania i błędna interpretacja wskazań wysokościomierzy.

## Użytkownicy
Od 2000 roku EADS CASA (od 2009 Airbus Military, od 2014 Airbus Defence & Space) zakontraktowała 281 samolotów C-295 dla 31 państw, z czego w służbie jest 207 maszyn, dwie utracono, dwa egzemplarze posiada producent. Dziewięć zmontowano na licencji w Indonezji. Samolot oferowany jest w trzech wersjach: transportowy oryginalny C-295M i zmodernizowany C-295W z wingletami, morski patrolowiec C-295MPA Persuader oraz samolot wczesnego ostrzegania C-295AEW. W 2013 roku przetestowano system zrzutu wody umożliwiający zastosowanie jako samolot gaśniczy. W 2016 roku przetestowano także moduł do podawania paliwa, który zamienia C-295 w latającą cysternę.
W 2018 i 2020 r. dostarczono dwa prywatne C-295M (rej. 5Y-TMP, 5Y-JUB) zakupione przez przedsiębiorstwo Stellwagen (obecnie Seraph), użytkowane przez DAC Aviation do celów humanitarnych w Afryce.
- Algierskie Siły Powietrzne: 5 C-295M w służbie (od 2005, 1 utracono w 2012)
- Angola : Angola zakupiła trzy samoloty, ich użytkownikiem będzie Marinha de Guerra Angolana (marynarka wojenna)[10].
- Królewskie Saudyjskie Siły Powietrzne: 1 C-295W (od 2015, zamówiono 4)[11][12]
- Bangladesz : W 2016 roku zamówiono jeden C-295W[13], dostarczony w 2017.
- Brazylijskie Siły Powietrzne: 13 C-105A Amazonas (12 C-295M SAR od 2006, 1 C-295W od 2016) - dwanaście samolotów Brazylia zamówiła w 2005 roku. Maszyny znalazły się na stanie dwóch jednostek, 1°/9° Grupo de Aviação (grupy lotniczej) stacjonującej w Manaus i 1°/15° Grupo de Aviação w Campo Grande. 28 lipca 2014 roku Airbus ogłosił, iż podpisano z Brazylią kolejną umowę na dostarczenie następnych trzech maszyn w konfiguracji poszukiwawczo-ratowniczej (SAR)[14].
- Burkina Faso : W 2019 roku zamówiono jeden egzemplarz C295W[15], dostarczony w 2021 r[16].
- Armada de Chile : 3 C-295MPA (od 2010)
- Czeskie Siły Powietrzne: 6 C-295M (od 2010)
- Egipskie Siły Powietrzne: 24 C-295M (od 2011)[17][18][19]
- Ekwadorskie Siły Powietrzne: 3 C-295M (od 2014)
- Fińskie Siły Powietrzne: 3 C-295M (od 2007)
- Filipińskie Siły Powietrzne: 3 C-295M (od 2015)
- Ghańskie Siły Powietrzne: 3 C-295M (od 2011)
- Hiszpańskie Siły Powietrzne: 13 T.21 (C-295M od 2000)*  CASA posiada dwa prototypy EC295 i EC296
- Indyjskie Siły Powietrzne: W 2015 roku zaakceptowano ofertę konsorcjum Airbus i Tata o wartości ok. 2,4 mld USD na 56 C-295M/W dla zastąpienia samolotów Hawker Siddeley HS 748M. Samoloty zmontuje na licencji Hindustan Aeronautics Limited[20].
- Indonezyjskie Siły Powietrzne: 11 CN-295M (od 2012)
- Irlandzki Korpus Lotniczy: Irlandia zamówiła dwie Casy C295 MPA do zadań morskich w 2021 r[21].
- Jordańskie Siły Powietrzne: 2 C-295M (od 2003)
- Royal Canadian Air Force: 15 C-295FWSAR / CC-295 Kingfisher  (od 2021) W grudniu 2016 C-295W wygrał przetarg na samolot poszukiwaczo-ratowniczy (SAR) dla RCAF z zapotrzebowaniem na 16 sztuk[22].
  - W 2017 roku Stellwagen, firma zależna od Acasta Enterprises Inc. zamówiła 12 samolotów z przeznaczeniem na leasing[23].
- Siły Powietrzne Republiki Kazachstanu: 9 C-295M (6 dostarczonych w latach 2013[24]-2016). W 2017 zamówiono dalsze dwa[25].
- Kolumbijskie Siły Powietrzne: 6 C-295M (od 2008)
- Armée de l'air du Mali: 2 C-295W. Mali w 2016 zamówiły jeden C-295W[26], który dostarczono w 2017. W 2022 r. dostarczono drugi egzemplarz[27].
- Fuerza Aérea Mexicana i Armada de México: lotnictwo: 8 C-295M*  marynarka: 4 C-295M i 2 C-295W (od 2009)
- Królewskie Siły Powietrzne Omanu: 5 C-295M, 3 C-295MPA (od 2013)
- Siły Powietrzne: 16 C-295M w służbie (od 2003, 1 utracono w 2008)
- Portugalskie Siły Powietrzne: 7 C-295M, 5 C-295MPA (od 2008)
- Siły Powietrzne Uzbekistanu: 4 C-295W. Według niepotwierdzonych informacji z 2014 roku podczas trwania targów KADEX w Kazachstanie, Uzbekistan zamówił cztery samoloty w wersji C-295W z zamontowanymi wingletami na końcach skrzydeł, zmniejszającymi zużycie paliwa i poprawiającymi parametry lotu. Maszyny zastąpiły pamiętające jeszcze czasy Związku Radzieckiego samoloty An-26. Pierwszy z zamówionych C-295W został oblatany przez Airbusa 25 czerwca 2015 roku. Uzbekistan nie życzył sobie, aby informacja o zakupie dotarła do opinii publicznej. Dopiero dziewiczy lot pierwszego z zamówionych samolotów ujawnił oficjalnie zamówienie[28]. Dwa samoloty dla nieujawnionego klienta dostarczono do końca 2015 roku, a dalsze dwa w pierwszej połowie 2016 roku.
- Wojska Lądowe Królestwa Tajlandii : 2 C-295W (zamówiono 3). Tajlandia w czerwcu 2016 roku odebrała jeden C-295W dla wojsk lądowych[29]
- Wietnamskie Ludowe Siły Powietrzne : Wietnam rozpoczął proces wymiany wiekowej i wyeksploatowanej floty samolotów transportowych typu An-24 i An-26 zamawiając trzy maszyny C-295, początkowo informowano, iż zamówienie ma objąć pięć nowych samolotów. 4 maja 2015 roku przybył do Wietnamu ostatni z zamówionych C-295 realizując tym samym kontrakt[30].
- Siły Powietrzne Zjednoczonych Emiratów Arabskich: W 2017 roku zamówiono pięć sztuk z dostawami od 2018 dla zastąpienia sześciu CN-235[31].